# Алькала, Хорхе
Хорхе Луис Алькала (исп. Jorge Luis Alcalá, 28 июля 1995, Бахос-де-Айна) — доминиканский бейсболист, питчер клуба Главной лиги бейсбола «Миннесота Твинс».

## Карьера
Хорхе Алькала родился в городе Бахос-де-Айна в Доминиканской Республике. В 2015 году он в статусе международного свободного агента подписал контракт с «Хьюстон Астрос». Играл за различные фарм-команды системы клуба. В сезоне 2018 года суммарно провёл девятнадцать матчей за «Буиз-Крик Астрос» и «Корпус-Кристи Хукс», его показатель пропускаемости в этих играх составил 3,29. В июле «Хьюстон» обменял Алькалу и Хильберто Селестино в «Миннесоту» на питчера Райана Прессли.
Большую часть сезона 2019 года Алькала провёл в АА-лиге в «Пенсаколе». Чемпионат он начинал в качестве стартового питчера, но был нестабилен и по ходу сезона его перевели в буллпен. После смены специализации Хорхе в 10,2 иннингах пропустил только два рана. В середине августа он был переведён в команду ААА-лиги «Рочестер Ред Уингз». В сентябре Алькала дебютировал за «Твинс» в Главной лиге бейсбола.